# Hertog Jan Dubbel
Hertog Jan Dubbel is een Nederlands donkerbruin bier van hoge gisting met een alcoholpercentage van 7,3%. Het bier wordt gebrouwen in de Hertog Jan Brouwerij, te Arcen. 